# Periclistus brandtii
Periclistus brandtii är en stekelart som först beskrevs av Julius Theodor Christian Ratzeburg 1831.  Periclistus brandtii ingår i släktet Periclistus och familjen gallsteklar. Arten är reproducerande i Sverige. Inga underarter finns listade i Catalogue of Life.